# Verwitterungsstabilität

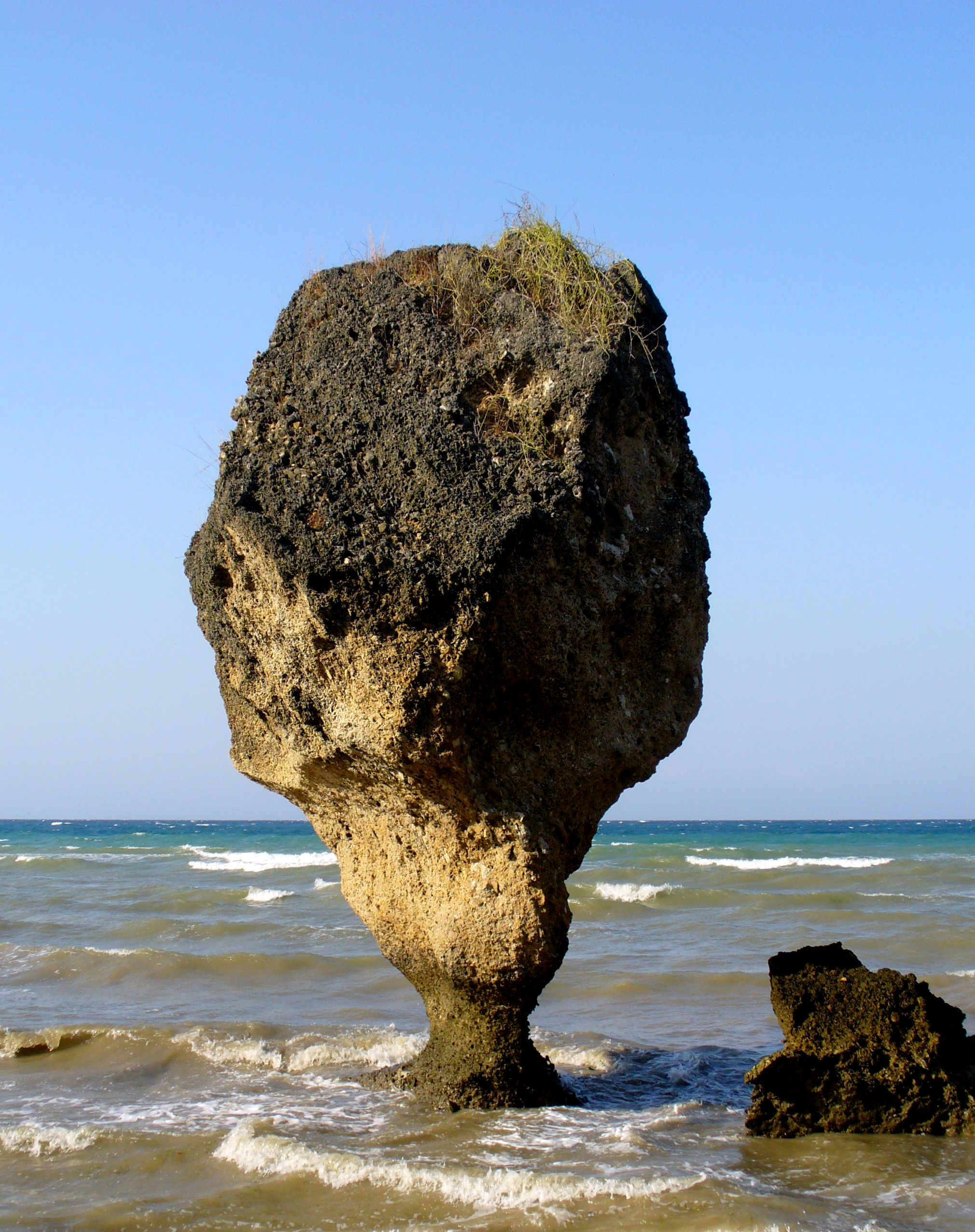
Der vulkanische Pfropfen dieses Monolithen hat eine höhere Verwitterungsstabilität als das Deckgestein aus Kalktuff.

Die Verwitterungsstabilität (auch Verwitterungsbeständigkeit, Verwitterungsresistenz) ist ein Ausdruck dafür, wie resistent ein Mineral oder auch Gestein  gegenüber physikalisch-mechanisch, chemisch, biologisch und biochemisch wirksamen Kräften der Verwitterung ist.
Da es teils erhebliche Unterschiede in der Stabilität eines Minerals gegenüber verschiedenen Verwitterungsarten gibt, kann eine Aussage zur allgemeinen Stabilität eines Minerals gegenüber der Gesamtheit aller Verwitterungsarten und der damit verbundenen Vielfalt der Umweltbedingungen nur sehr eingeschränkt erfolgen. Wesentlichste Faktoren, die die Verwitterungsstabilität eines Minerals bedingen, sind die Art der Ionen und der Bindungen innerhalb des mineralischen Kristallgitters, wobei Schicht- und Gerüststrukturen im Allgemeinen am stabilsten sind. Besonders leicht lösliche Minerale wie Halit zeigen dabei unter humiden Bedingungen eine geringe Stabilität, was jedoch unter ariden Bedingungen kaum noch eine Rolle spielt.
Bei vergleichbarer Korngröße gibt sich folgende Stabilitätsreihe:
Gips < Calcit < Dolomit << Olivin < Anorthit < Apatit < Augite < Hornblenden < Albit < Biotit < Muskovit < Orthoklas << Quarz < Magnetit < Zirkon.
Spricht man von der Verwitterungsstabilität eines Gesteins, so ist dabei zu berücksichtigen, dass dieses in der Regel aus mehreren Mineralen mit unterschiedlichen Verwitterungsstabilitäten besteht, die wiederum unterschiedlich stark verwittern. Gesteine weisen daher eine Verwitterungssequenz innerhalb ihrer Mineralkomponenten auf, was dazu führt, dass stabilere Minerale als Residuen zurückbleiben und sich damit die Zusammensetzung des Gesteins verändert.
Weiters hängt die Stabilität von Gesteinen ab von:
- der Art des Gesteins
- der Struktur
- der Klüftung
- der Schichtung
- der Schieferung: je stärker die Schieferung, umso instabiler das Gestein
- der Art des Bindemittels: Carbonatisches Bindemittel verwittert eher als toniges oder oxidisches.[2]

Je kompakter das Gestein ist, desto stabiler. Grobkristallines Gestein ist instabiler als feinkristallines.